# José Luis Cano Losa
José Luis Cano (Tomelloso, Ciudad Real, 28 de abril de 1988) es un ciclista español.
Pasó por el equipo Saunier Duval en juveniles, para luego sumarse al Andalucía-CajaSur amateur en donde logró un 2º puesto en la Copa de España del Porvenir ganado el Memorial Avelino Camacho.
En agosto de 2010 fue ascendido al equipo profesional como aprendiz y disputó el Circuito de Guecho y la Vuelta a Portugal, siendo confirmada su presencia en el equipo profesional a partir de la temporada 2011.

## Palmarés
2010 (como amateur sub-23)
- Memorial Avelino Camacho
- 1 etapa de Vuelta a Palencia

## Equipos
- Andalucía (2010[2] -2011)
  - Andalucía-CajaSur (2010[2]
  - Andalucía Caja Granada (2011)